# Aéroport de Courtrai
Pour les articles homonymes, voir KJK.
L'aéroport international de Courtrai-Wevelgem (code IATA : KJK • code OACI : EBKT) est un aéroport belge situé à 2 kilomètres de Courtrai dans la province de Flandre-Occidentale.

## Situation géographique
| \| 50 km1:2 420 000 \| Amougies Arlon Cerfontaine Haren Latour Namur Saint-Hubert Spa · La Sauvenière Verviers Anvers Ostende · Bruges Bruxelles Charleroi · Bruxelles-Sud Courtrai Liège Beauvechain Bertrix Brustem Chièvres Coxyde Florennes Kleine-Brogel Melsbroek Moorsele Schaffen Weelde Zutendaal Gossoncourt Grimbergen Aéroport Aérodrome civil Aérodrome militaire |
| 50 km1:2 420 000 |

L'aéroport de Courtrai-Wevelgem est situé sur le territoire de la commune de Wevelgem, dans la périphérie ouest de Courtrai. L'extrémité orientale de la piste est située sur le territoire de la ville de Courtrai, dans la section de Bissegem.
L'aéroport est principalement en concurrence avec les aéroports de Lille et d'Ostende-Bruges, mais aussi avec l'aéroport de Bruxelles-National.

## Histoire
L'aéroport a été construit en 1916 par les Allemands, durant la Première Guerre mondiale.
Alors que la fréquentation annuelle s'approchait des 100 000 passagers durant les années 2000, elle a progressivement chuté durant la décennie suivante.

## Infrastructures

### Terminal
La police est présente à l’aéroport et des facilités de douane peuvent être obtenues sur demande.
Plusieurs services sont assurés non loin du terminal, comme la présence d'un hôtel, d'un restaurant, de taxis et de location de voitures.

### Piste
L'aéroport dispose d'une unique piste en asphalte. Elle est orientée 06/24, et sa longueur est de 1900 mètres.

## Compagnies aériennes
- Abelag
- ASL
- Skylifeguard
- Propellor
- Walair

## Statistiques d'opération

### Mouvements d'aéronefs
Nombre de mouvements par année,
| Année | Mouvements | Évolution |
| ----- | ---------- | --------- |
| 2010  | —          | —         |
| 2011  | —          | —         |
| 2012  | 33 509     | —         |
| 2013  | 34 174     | 1,98 %    |
| 2014  | 38 136     | 11,59 %   |
| 2015  | 37 421     | 1,87 %    |
| 2016  | 36 028     | 3,72 %    |
| 2017  | 31 447     | 12,72 %   |
| 2018  | 34 891     | 10,95 %   |
| 2019  | 31 284     | 10,34     |

| Année | Mouvements | Évolution |
| ----- | ---------- | --------- |
| 2020  | 22 332     | 28,62 %   |
| 2021  | 28 197     | 26,26 %   |
| 2022  | 30 480     | 8,10 %    |
| 2023  | 29 166     | 4,31 %    |
| 2024  | 29 781     | 2,11 %    |
| 2025  | —          | —         |
| 2026  | —          | —         |
| 2027  | —          | —         |
| 2028  | —          | —         |
| 2029  | —          | —         |

### Activité passagers
Nombre de passagers par année,
| Année | Passagers | Évolution |
| ----- | --------- | --------- |
| 2010  | —         | —         |
| 2011  | —         | —         |
| 2012  | 60 904    | —         |
| 2013  | 60 506    | 0,65 %    |
| 2014  | 67 013    | 10,75 %   |
| 2015  | 65 400    | 2,41 %    |
| 2016  | 63 122    | 3,48 %    |
| 2017  | 6 512     | 89,68 %   |
| 2018  | 7 043     | 8,15 %    |
| 2019  | 7 788     | 10,58 %   |

| Année | Mouvements | Évolution |
| ----- | ---------- | --------- |
| 2020  | 6 692      | 14,07 %   |
| 2021  | 10 639     | 58,98 %   |
| 2022  | 9 794      | 7,94 %    |
| 2023  | 8 790      | 10,25 %   |
| 2024  | 9 100      | 3,53 %    |
| 2025  | —          | —         |
| 2026  | —          | —         |
| 2027  | —          | —         |
| 2028  | —          | —         |
| 2029  | —          | —         |

### Activité cargo
Selon les statistiques publiées sur le site du Service Public Fédéral Mobilité, l'aéroport de Courtrai-Wevelgem n'a transporté aucun fret depuis 2012.

## Accès terrestre

### En voiture
L'aéroport de Courtrai-Wevelgem est situé à cheval sur les communes de Wevelgem et de Courtrai. La piste enjambe l'autoroute E403/A17, et joute à son extrémité orientale le R8 (ring autoroutier de Courtrai). L'aéroport est dès lors directement accessible depuis Bruges et Tournai (via l'E403/A17), Anvers, Gand et Lille (via l'E17/A14 et Ypres (via l'A19).